# Мекаччи, Лучано
Лучано Мекаччи (итал. Luciano Mecacci, род. 27 ноября 1946 года, Ливорно) — итальянский психолог и историк. С 1971—1986 годах работал научным сотрудником в Институте Психологии в Риме, профессор психологии в университете Рима «Ла Сапиенца» (до 1995) и в университете Флоренции (до 2009).

## Научная карьера
В начале 70-х годов изучал психологию и историю психологии, сначала в Институте психологии и педагогики в Москве, затем в Институте психологии РАН. В 2014 г. выиграл престижную премию Виареджо в категории «очерк».

## Исследовательские интересы
Основные исследования посвящены истории психологии и когнитивной психологии с отсылкой на советскую психологию.

## Основные труды
- В 1979 г. издал первую книгу, посвященную истории русско-советской психологии, в которой предисловие было написано Александром Лурия. (Brain and History. Neurophysiology and Psychology in Soviet Research, Brunner/Mazel, New York, 1979).
- В 1990 году курировал первый полный международный перевод книги «Мышление и Речь» Льва Выготского, так же провел сравнительный анализ с различными вариантами издания, которые выходили на русском языке. (Pensiero e linguaggio, Laterza, Roma-Bari, 1990).
- В 2000 г. выходит в Италии, затем переводится на немецкий, русский и английский язык: «Случай Мэрилин М. и другие провалы психоанализа». — Москва, Смысл, 2004.
- Статья Л. Мекаччи «Некоторые воспоминания о Лурии» // Культурно-историческая психология. 2022, 18 (N° 3). C. 61-63
- Последняя вышедшая книга, Беспризорные. Бродячеe детство в Советской России 1917—1935. — СПб.: Издательство Ивана Лимбаха, 2023; ISBN 978-5-89059-499-0 (Русский перевод книги: Besprizornye. Bambini randagi nella Russia sovietica, 1917—1935. Adelphi, Milano, 2019).
- Артур Кронфельд, Дегенераты у власти, под редакцией Лучано Мекаччи и Александра Эткинда. — Москва, ЭКСМО, 2023. ISBN 978-5-04-188773-5.
- Luciano Mecacci, ''Lo psicologo nel Palazzo. Il caso Bechterev-Stalin. Con una novella di Lion Feuchtwanger'', Venezia, Palingenia, 2024. ISBN 979-7-91281-765023.
- Marco Catani and Luciano Mecacci, Inside Soviet neuropsychology: Luciano's Mecacci's personal reflections on Alexander Luria, «Cortex»,183, 2025, pp. 105–111.